# Championnats d'Amérique centrale et des Caraïbes d'athlétisme 1981
Les 8es Championnats d'Amérique centrale et des Caraïbes d'athlétisme ont eu lieu à Saint-Domingue en République dominicaine, en 1981. 

## Résultats

### Hommes
| Épreuve | Or                                                         | Or                 | Argent                     | Argent          | Bronze                                  | Bronze          |
| --- | ---------------------------------------------------------- | ------------------ | -------------------------- | --------------- | --------------------------------------- | --------------- |
| 100 m | Colin Bradford Jamaïque                                    | 10 s 30            | Silvio Leonard Cuba        | 10 s 34         | Juan Núñez République dominicaine       | 10 s 47         |
| 200 m | Juan Núñez République dominicaine                          | 20 s 82            | Don Quarrie Jamaïque       | 20 s 93         | Héctor Daley Panama                     | 20 s 96         |
| 400 m | Bert Cameron Jamaïque                                      | 45 s 05 CR         | Héctor Daley Panama        | 45 s 96         | Alfred Browne Antigua-et-Barbuda        | 46 s 68         |
| 800 m | Alberto Juantorena Cuba                                    | 1 min 47 s 59      | Bárbaro Serrano Cuba       | 1 min 48 s 08   | Francisco Meléndez Porto Rico           | 1 min 48 s 35   |
| 1 500 m | Eduardo Castro Mexique                                     | 3 min 43 s 30 CR   | Ignacio Melesio Mexique    | 3 min 43 s 40   | Luis Medina Cuba                        | 3 min 44 s 10   |
| 5 000 m | Eduardo Castro Mexique                                     | 14 min 08 s 88     | Silvio Salazar Colombie    | 14 min 12 s 06  | Jacinto Navarrete Colombie              | 14 min 12 s 33  |
| 10 000 m | Silvio Salazar Colombie                                    | 29 min 48 s 13 CR  | Aldo Allen Cuba            | 30 min 18 s 16  | Héctor Díaz Porto Rico                  | 30 min 22 s 06  |
| Marathon | Radamés González Cuba                                      | 2 h 23 min 15 s CR | Jorge González Porto Rico  | 2 h 30 min 31 s | Manuel García Mexique                   | 2 h 31 min 02 s |
| 3000 m steeple | Daniel Londa Mexique                                       | 8 min 48 s 50 CR   | Francisco Silva Mexique    | 8 min 50 s 35   | José Cobo Colombie                      | 8 min 53 s 97   |
| 110 m haies | Alejandro Casañas Cuba                                     | 13 s 85            | Karl Smith Jamaïque        | 13 s 94         | Modesto Castillo République dominicaine | 14 s 20         |
| 400 m haies | Jorge Batista Cuba                                         | 50 s 58 CR         | Frank Montiéh Cuba         | 50 s 59         | Greg Rolle Bahamas                      | 51 s 15         |
| Saut en hauteur | Francisco Centelles Cuba                                   | 2,22 m             | Clarence Saunders Bermudes | 2,22 m          | Jorge Alfaro Cuba                       | 2,18m           |
| Saut à la perche | Rubén Camino Cuba                                          | 5,00 m             | Aurelio Falls Cuba         | 4,70 m          | Edgardo Rivera Porto Rico               | 4,60 m          |
| Saut en longueur | Ubaldo Duany Cuba                                          | 7,76 m             | David Giralt Cuba          | 7,74 m          | Salomón Rowe Guatemala                  | 7,60 m          |
| Triple saut | Steve Hanna Bahamas                                        | 16,76 m CR         | Alejandro Herrera Cuba     | 16,29 m         | Ernesto Torres Porto Rico               | 15,80 m         |
| Lancer du poids | Luis Delís Cuba                                            | 19,36 m CR         | Radai Mendoza Porto Rico   | 17,19 m         | Paul Ruiz Cuba                          | 16,40 m         |
| Lancer du disque | Luis Delís Cuba                                            | 64,38 m CR         | Bradley Cooper Bahamas     | 62,32 m         | Raúl Calderón Cuba                      | 55,42 m         |
| Lancer du marteau | Alfredo Guillot Cuba                                       | 58,34 m            | Gerardo Díaz Mexique       | 54,06 m         | Ángel Cabrera Porto Rico                | 54,06 m         |
| Lancer du javelot | Reinaldo Patterson Cuba                                    | 75,28 m            | Dionisio Quintana Cuba     | 75,18 m         | Juan de la Garza Mexique                | 72,70 m         |
| Décathlon | Rigoberto Salazar Cuba                                     | 7 181 pts          | Pedro Herrera Cuba         | 6 861 pts       | Sidney Cartwright Bahamas               | 6 500 pts       |
| 20 km marche | Félix Gómez Mexique                                        | 1 h 30 min 12 s    | Raúl González Mexique      | 1 h 34 min 10 s | Querubín Moreno Colombie                | 1 h 37 min 01 s |
| 4 × 100 m | Jamaïque Leroy Reid Colin Bradford Don Quarrie Floyd Brown | 39 s 30            | Trinité-et-Tobago          | 39 s 95         | Cuba                                    | 39 s 96         |
| 4 × 400 m | Jamaïque                                                   | 3 min 06 s 95      | Barbade                    | 3 min 07 s 73   | Cuba                                    | 3 min 08 s 34   |
| Records et Performances - AR : Record continental (area record) - CR : Record des championnats (championship record) - MR : Record du meeting (meet record) - NR : Record national (national record) - OR : Record olympique (olympic record) - PR : Record paralympique (paralympic record) - PB : Record personnel (personal best) - SB : Meilleure performance personnelle de la saison (season's best) - WL : Meilleure performance mondiale de l'année (world leader) - WJR : Record du monde junior (world junior record) - WR : Record du monde (world record) Circonstances et Conditions - DNF : N'a pas terminé (did not finish) - DNS : N'a pas pris le départ (did not start) - DQ : Disqualification (disqualification) - NM : Aucun essai valable enregistré (No Mark) - Q : Qualifié « directement » au prochain tour (ou à la prochaine compétition), lors d'une compétition majeure, grâce au classement ou à la réalisation des minima (automatic qualifier) - q : Qualifié au prochain tour (ou à la prochaine compétition), lors d'une compétition majeure, grâce au repêchage ou à la réalisation de l'une des meilleures performances parmi celles des « non qualifiés directement » (grâce au meilleur temps ou à la meilleure distance par exemple) (secondary qualifier) |                                                            |                    |                            |                 |                                         |                 |

### Femmes
| Épreuve | Or                       | Or               | Argent                                  | Argent           | Bronze                                    | Bronze        |
| --- | ------------------------ | ---------------- | --------------------------------------- | ---------------- | ----------------------------------------- | ------------- |
| 100 m | Lelieth Hodges Jamaïque  | 11 s 38 CR       | Marie Lande Mathieu Porto Rico          | 11 s 64          | Luisa Ferrer Cuba                         | 11 s 71       |
| 200 m | Jackie Pusey Jamaïque    | 23 s 35 CR       | Luisa Ferrer Cuba                       | 23 s 50          | Eucaris Caicedo Colombie                  | 24 s 15       |
| 400 m | Jackie Pusey Jamaïque    | 52 s 62 CR       | Mercedes Álvarez Cuba                   | 53 s 51          | Eucaris Caicedo Colombie                  | 53 s 93       |
| 800 m | Angelita Lind Porto Rico | 2 min 04 s 69 CR | Nery McKeen Cuba                        | 2 min 07 s 13    | Whelma Colebrooke Bahamas                 | 2 min 09 s 20 |
| 1 500 m | Sergia Martínez Cuba     | 4 min 26 s 72    | Angelita Lind Porto Rico                | 4 min 26 s 83    | Eloína Kerr Cuba                          | 4 min 33 s 23 |
| 3 000 m | Sergia Martínez Cuba     | 9 min 47 s 26 CR | Merernette Bean Bermudes                | 9 min 48 s 65 NR | Debora Medina Colombie                    | 9 min 53 s 59 |
| 100 m haies | Grisel Machado Cuba      | 13 s 72          | Elida Aveillé Cuba                      | 14 s 07          | Marisela Peralta République dominicaine   | 14 s 09       |
| 400 m haies | Mercedes Mesa Cuba       | 57 s 86 CR       | Sandra Farmer Jamaïque                  | 58 s 76          | Felicia Candelario République dominicaine | 59 s 66       |
| Saut en hauteur | Silvia Costa Cuba        | 1,85 m CR        | Sharon Rose Bahamas                     | 1,78 m           | Angela Carbonell Cuba                     | 1,75 m        |
| Saut en longueur | Shonel Ferguson Bahamas  | 6,43 m CR        | Eloína Echevarría Cuba                  | 6,29 m           | Madeline de Jesús Porto Rico              | 6,20 m        |
| Lancer du poids | María Elena Sarría Cuba  | 18,28 m CR       | Rosa Fernández Cuba                     | 15,35 m          | Laverne Eve Bahamas                       | 13,32 m       |
| Lancer du disque | María Betancourt Cuba    | 64,46 m CR       | Carmen Romero Cuba                      | 61,68 m          | Laverne Eve Bahamas                       | 42,56 m       |
| Lancer du javelot | María Beltrán Cuba       | 59,06 m CR       | Mayra Vila Cuba                         | 56,80 m          | Sonya Smith Bermudes                      | 46,84 m       |
| Heptathlon | Elida Aveillé Cuba       | 5312 pts CR      | Marisela Peralta République dominicaine | 5026 pts         | Victoria Despaigne Cuba                   | 4844 pts      |
| 4 × 100 m | Jamaïque                 | 44 s 62 CR       | Cuba                                    | 45 s 79          | Bahamas                                   | 45 s 85       |
| 4 × 400 m | Cuba                     | 3 min 37 s 90    | Jamaïque                                | 3 min 40 s 00    | République dominicaine                    | 3 min 49 s 62 |
| Records et Performances - AR : Record continental (area record) - CR : Record des championnats (championship record) - MR : Record du meeting (meet record) - NR : Record national (national record) - OR : Record olympique (olympic record) - PR : Record paralympique (paralympic record) - PB : Record personnel (personal best) - SB : Meilleure performance personnelle de la saison (season's best) - WL : Meilleure performance mondiale de l'année (world leader) - WJR : Record du monde junior (world junior record) - WR : Record du monde (world record) Circonstances et Conditions - DNF : N'a pas terminé (did not finish) - DNS : N'a pas pris le départ (did not start) - DQ : Disqualification (disqualification) - NM : Aucun essai valable enregistré (No Mark) - Q : Qualifié « directement » au prochain tour (ou à la prochaine compétition), lors d'une compétition majeure, grâce au classement ou à la réalisation des minima (automatic qualifier) - q : Qualifié au prochain tour (ou à la prochaine compétition), lors d'une compétition majeure, grâce au repêchage ou à la réalisation de l'une des meilleures performances parmi celles des « non qualifiés directement » (grâce au meilleur temps ou à la meilleure distance par exemple) (secondary qualifier) |                          |                  |                                         |                  |                                           |               |

## Tableau des médailles
| Rang | Nation                 | Or | Argent | Bronze | Total |
| ---- | ---------------------- | -- | ------ | ------ | ----- |
| 1    | Cuba                   | 22 | 18     | 10     | 50    |
| 2    | Jamaïque               | 8  | 4      | 0      | 12    |
| 3    | Mexique                | 4  | 4      | 2      | 10    |
| 4    | Bahamas                | 2  | 2      | 6      | 10    |
| 5    | Porto Rico             | 1  | 4      | 6      | 11    |
| 6    | Colombie               | 1  | 1      | 6      | 8     |
| 7    | République dominicaine | 1  | 1      | 5      | 7     |
| 8    | Bermudes               | 0  | 2      | 1      | 3     |
| 9    | Panama                 | 0  | 1      | 1      | 2     |
| 10   | Trinité-et-Tobago      | 0  | 1      | 0      | 1     |
| 10   | Barbade                | 0  | 1      | 0      | 1     |
| 12   | Antigua-et-Barbuda     | 0  | 0      | 1      | 1     |
| 12   | Guatemala              | 0  | 0      | 1      | 1     |